# Triángulo vocálico

Triángulo vocálico del español

El triángulo vocálico es una representación gráfica que describe las diferencias de articulación de las vocales mediante la posición relativa de la lengua (tanto en el eje vertical como en el horizontal) y la participación o no de un movimiento de los labios.  
Por otro lado, la carta de formantes es la representación gráfica de los primeros formantes de las vocales, F1 y F2, en los ejes de ordenadas y de abcisas, respectivamente, en una escala de frecuencias logarítmica, y con origen en el ángulo superior derecho. De esta forma, la información acústica de las vocales las sitúa en una distribución similar a la de los tradicionales triángulos vocálicos basados en criterios articulatorios.

## Representación del triángulo vocálico
La lectura del triángulo vocálico se realiza en dos ejes. El eje vertical hace referencia a la distancia entre la lengua y el paladar y el horizontal al punto de articulación más o menos adelantado en el eje anteroposterior de la lengua. A estos dos ejes podríamos añadir un factor a tener en cuenta, la disposición de los labios. Dentro de estos ejes encontramos una subdivisión de las vocales.
En el eje vertical encontramos vocales cerradas (o altas) [i, u], medias [e, o] y abiertas (o bajas) [a].
| DISPOSICIÓN      | VOCALES |
| ---------------- | ------- |
| Cerradas - altas | [i, u]  |
| Medias           | [e, o]  |
| Abiertas - bajas | [a]     |

Sin embargo, si nos basamos en el eje horizontal la distribución cambia encontrándonos vocales anteriores (o palatales) [e, i], posteriores (o velares) [o, u] y central [a]. En realidad en la vocal “central” [a] el punto de articulación que determina sus resonancias acústicas no se encuentra en el centro de la boca, sino que es faringal.
| DISPOSICIÓN            | VOCALES |
| ---------------------- | ------- |
| Anteriores - palatales | [e, i]  |
| Posteriores - velares  | [o, u]  |
| Central - faringal     | [a]     |

## Historia del triángulo vocálico

### Orchell y García Blanco
El triángulo de Francisco Pascual Orchell es de los primeros triángulos vocálicos. Para distribuir las vocales hace una diferenciación respecto al tiempo, distinguiendo entre vocales largas y breves, y otra respecto al lugar de detención distinguiendo entre guturales, palatino (donde añade las vocales medias) y las labiales. 
Junto a García Blanco, discípulo suyo, configuran un triángulo vocálico muy similar al que conocemos hoy en día, el triángulo orcheliano, basado en la cavidad de resonancia. Para ellos las vocales son vibraciones de aire movidos por diferentes órganos que desembocan en tres puntos cardinales: garganta [a], paladar [i] y labios [u]. El resto son vocales, [e] y [o], son medias, más o menos oscuras, cerradas o sonoras. Como podemos observar, este triángulo no se basa en la posición del dorso de la lengua, sino que tiene sentido a la luz de lo que sabemos hoy día sobre la teoría acústica de la producción del habla

### Navarro Tomás
Para la distribución de las vocales se basa en la posición del dorso de la lengua. Diferencia entre abiertas [a], cerradas [i,u] y relajadas. [e,o]. Basándose en impresiones auditivas y articulatorias añade cuatro rasgos más: palatal, media, velar y relajada. De esta forma llegaríamos a encontrarnos con 16 vocales posibles. 
Además Navarro Tomás intenta modificar el triángulo de Orchell argumentando que las vocales básicas atienden a la posición de la lengua, pero en [u] lo realmente importante no es eso, sino que la importancia recae en la posición de los labios, a lo que Orchell y García Blanco responden que la importancia de la cavidad de resonancia en su totalidad.